# 말괄량이 삐삐 (1988년 영화)
말괄량이 삐삐(The New Adventures Of Pippi Longstocking)는 스웨덴에서 제작된 켄 아나킨 감독의 1988년 가족, 모험, 판타지, 뮤지컬 영화이다. 타미 에린 등이 주연으로 출연하였고 게리 멜먼 등이 제작에 참여하였다. 방영명은 삐삐의 새모험이다.

## 출연

### 주연
- 타미 에린
- 에일린 브레넌
- 다이안 헐

### 조연
- 코리 크로우
- 루이스 시거 크럼
- 조지 디센조
- 딕 밴 패튼
- 데니스 듀간

## 제작진
- 원작자: 아스트리드 린드그렌
- 미술: 잭 센터
- 의상: 자클린 세인트 앤